# Jantar Mantar

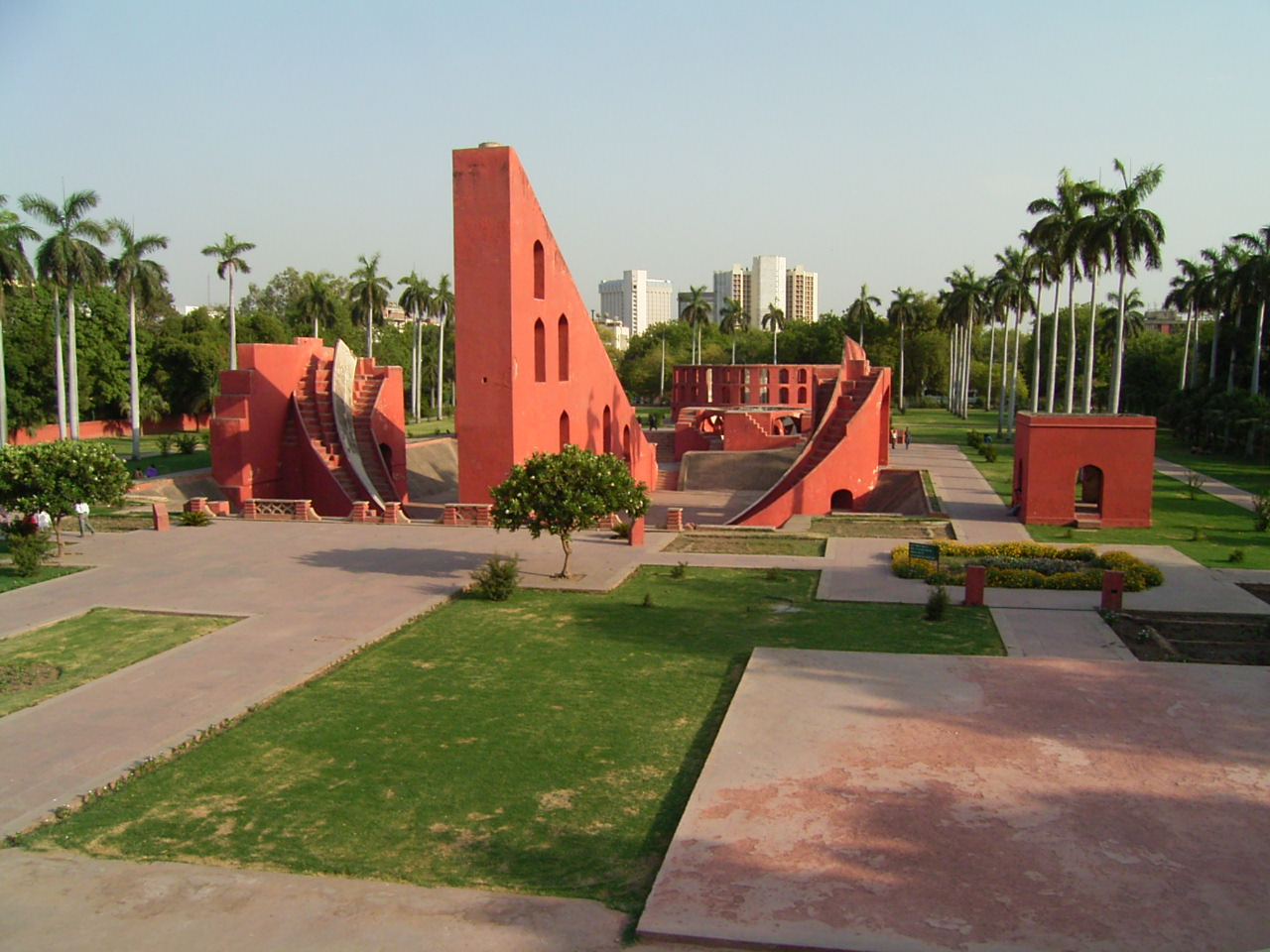
De Jantar Mantar in Delhi

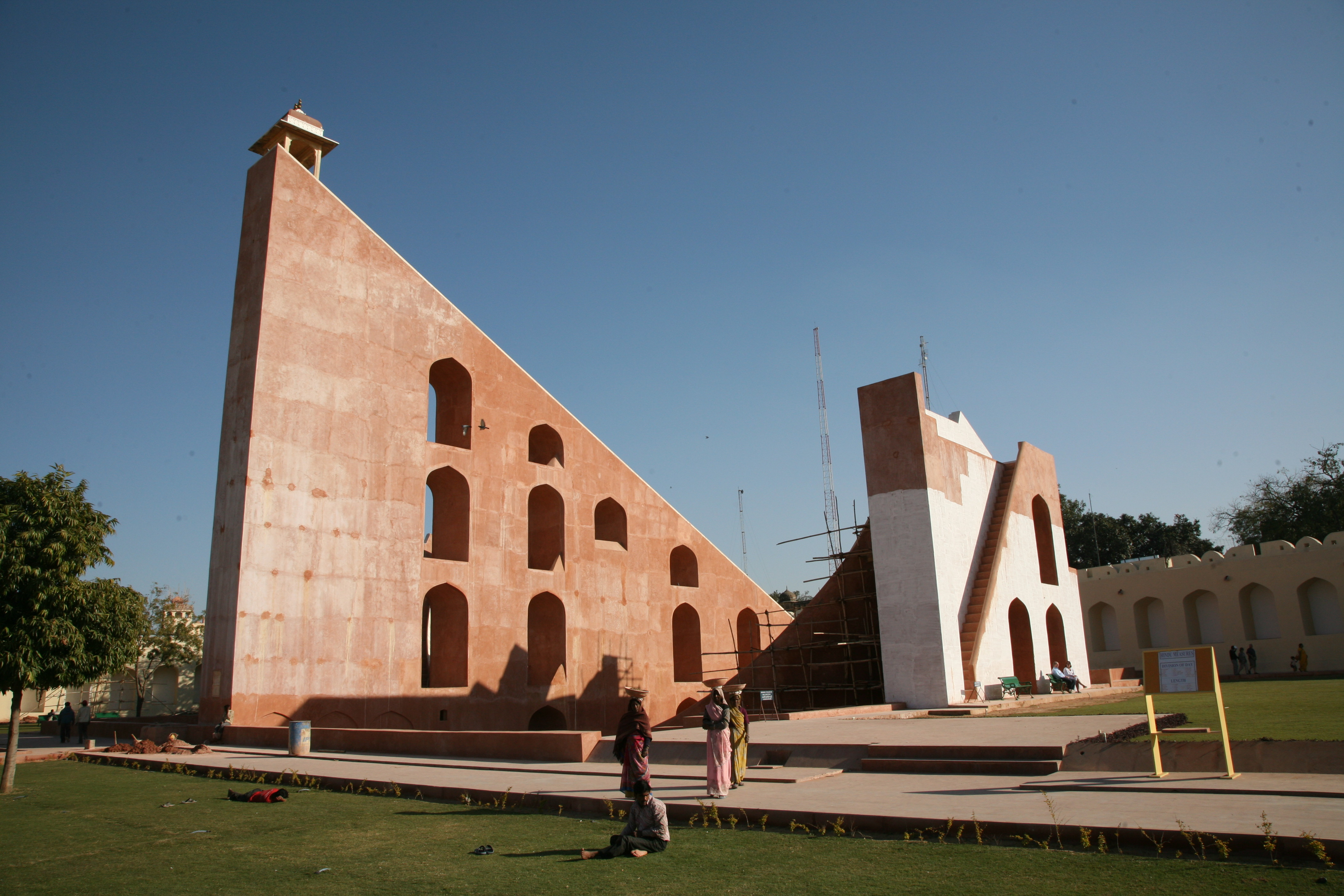
De Jantar Mantar in Jaipur

Jantar Mantar is de benaming voor een observatorium. Er zijn er vijf en alle zijn ze gelegen in India en werden  tussen 1724 en 1735 gebouwd door Maharadja Jai Singh II.
- Jantar Mantar (Jaipur), de grootste en best bewaarde te Jaipur staat op de Werelderfgoedlijst.
- Jantar Mantar (Delhi), gelegen in New Delhi in de buurt van Connaught Place
- Jantar Mantar (Ujjain), in Ujjain
- Jantar Mantar (Mathura)
- Jantar Mantar (Varanasi)